# Saint-Pons-la-Calm
Saint-Pons-la-Calm (okzitanisch: Sent Ponç de la Cam) ist eine französische Gemeinde mit 501 Einwohnern (Stand: 1. Januar 2022) im Département Gard in der Region Okzitanien (vor 2016: Languedoc-Roussillon); sie gehört zum Arrondissement Nîmes und zum Kanton Bagnols-sur-Cèze. Die Einwohner werden Saint-Ponais genannt.

## Geografie
Saint-Pons-la-Calm liegt etwa 34 Kilometer nordnordöstlich von Nîmes und etwa 19 Kilometer westsüdwestlich von Orange. Umgeben wird Saint-Pons-la-Calm von den Nachbargemeinden Sabran im Norden, Tresques im Osten, Gaujac im Osten und Südosten, La Capelle-et-Masmolène im Süden, Le Pin im Westen und Südwesten sowie Cavillargues im Westen und Nordwesten.
Hier wird Wein der Appellation Côtes du Rhône angebaut.

## Bevölkerungsentwicklung
| Jahr                      | 1962 | 1968 | 1975 | 1982 | 1990 | 1999 | 2006 | 2013 |
| Einwohner                 | 332  | 330  | 327  | 375  | 391  | 410  | 406  | 420  |
| Quelle: Cassini und INSEE |      |      |      |      |      |      |      |      |

## Sehenswürdigkeiten
- Kirche
- Waschhaus